# Pseudobryopsis
Pseudobryopsis é um género de algas, pertencente à família Bryopsidaceae.

## Espécies
Segundo WRMS[ligação inativa]:
- Pseudobryopsis blomquistii Diaz-Pifferer, 1965
- Pseudobryopsis hainanensis C.K. Tseng, 1936
- Pseudobryopsis myura (J. Agardh) Berthold, 1904
- Pseudobryopsis oahuensis Egerod, 1952
- Pseudobryopsis papillata Nasr, 1944
- Pseudobryopsis parva E.Y. Dawson, 1954
- Pseudobryopsis planktonica Cassie, 1969
- Pseudobryopsis thikkodiensis Anil Kumar et Panikkar, 1993
- Pseudobryopsis venezolana (W. R. Taylor) K. -D. Henne et R. Schnetter, 1999